# Mézières-en-Drouais
 Mézières-en-Drouais  es una población y comuna francesa, en la región de  Centro, departamento de Eure y Loir, en el distrito de Dreux y cantón de Dreux-Est.

## Demografía
| 654 | 676 | 681 | 786 | 1018 | 1059 |
| Para los censos de 1962 a 1999 la población legal corresponde a la población sin duplicidades (Fuente: INSEE [Consultar]) |     |     |     |      |      |